# Holmajärvi, Jukkasjärvi socken
Holmajärvi är en by i Kiruna kommun vid sjön av samma namn. Byn grundades av samen Nils Petter Huuva när Länsväg 870 kom till platsen år 1940. Vid den tiden var det förbjudet för samer att bygga hus och bosätta men Huuva lyckades av oklar anledning göra detta utan juridiska konsekvenser.
Enligt Kiruna översiktsplan har byn helårsboende och fritidsbebyggelse och ligger cirka 2 mil från Kiruna tätort, med goda möjligheter att arbetspendla. Detaljplan med obebyggda tomter finns. De flesta obebyggda tomter i detaljplanerna ägs eller arrenderas av privatpersoner. Ny bebyggelse får endast uppföras söder om väg 870. Enstaka ny bebyggelse kan prövas i bygglov. Större turistisk verksamhet eller stor omgivningspåverkan kräver detaljplan. Mindre turistanläggningar upp till 15 bäddar med liten omgivningspåverkan, kräver troligen bara bygglovsprövning. Renbetesområde finns utanför byn. Inga nya utfarter mot vägen 870 får anläggas.